# Willem Reitsema
Willem Reitsema (Leens, 17 januari 1885 - Groningen, 12 maart 1963), in vakliteratuur ook wel W. Reitsema of W. Reitsema Tzn. genoemd, was een Nederlandse architect. Hij was werkzaam op het Groninger Hogeland, waar hij een groot aantal bouwwerken heeft ontworpen, vooral villa's, boerderijen en woonhuizen. Hij geldt als een vertegenwoordiger van de Groninger variant van de Amsterdamse School.

## Leven en werk

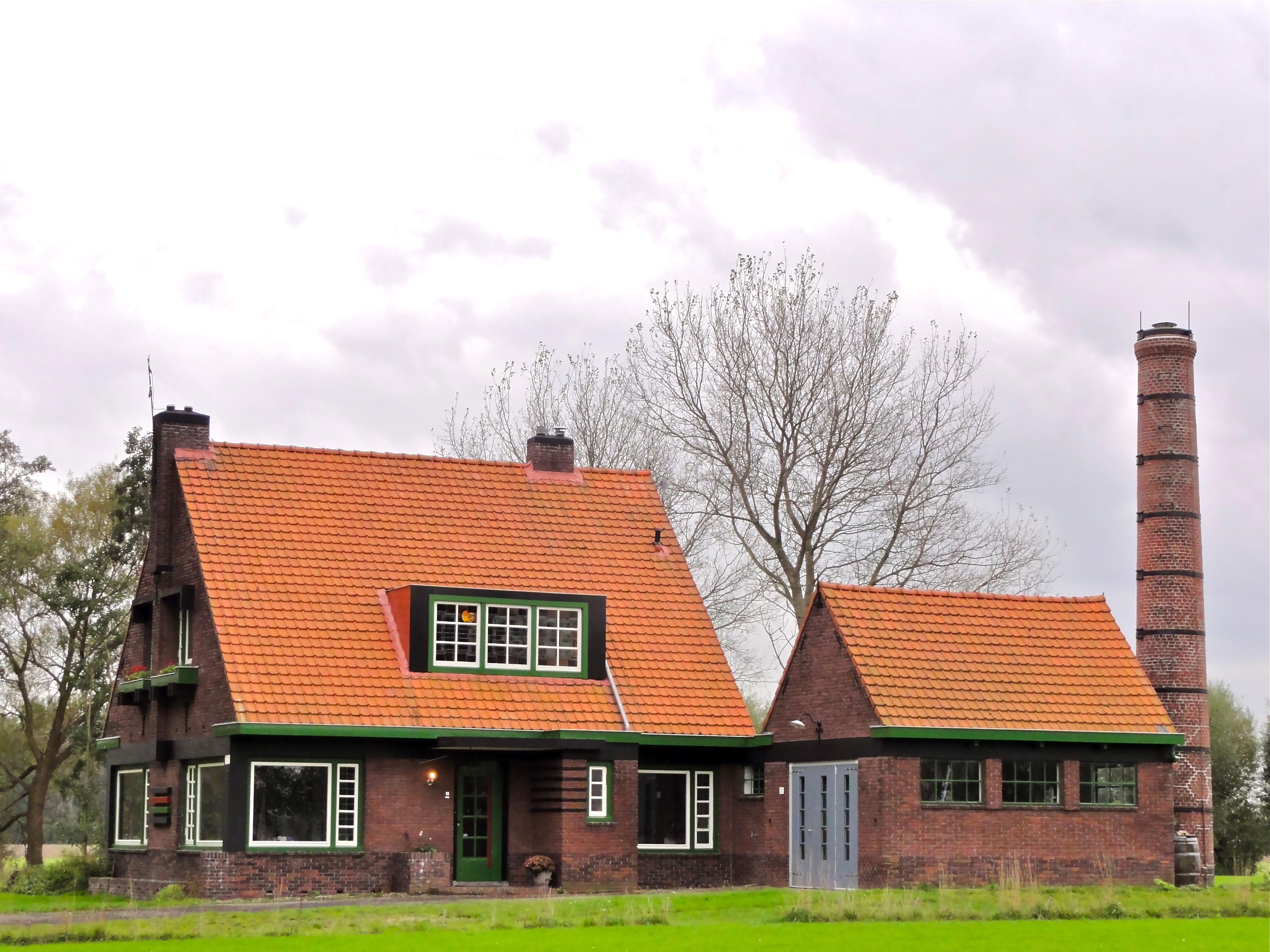
Tuinderswoning in Niekerk

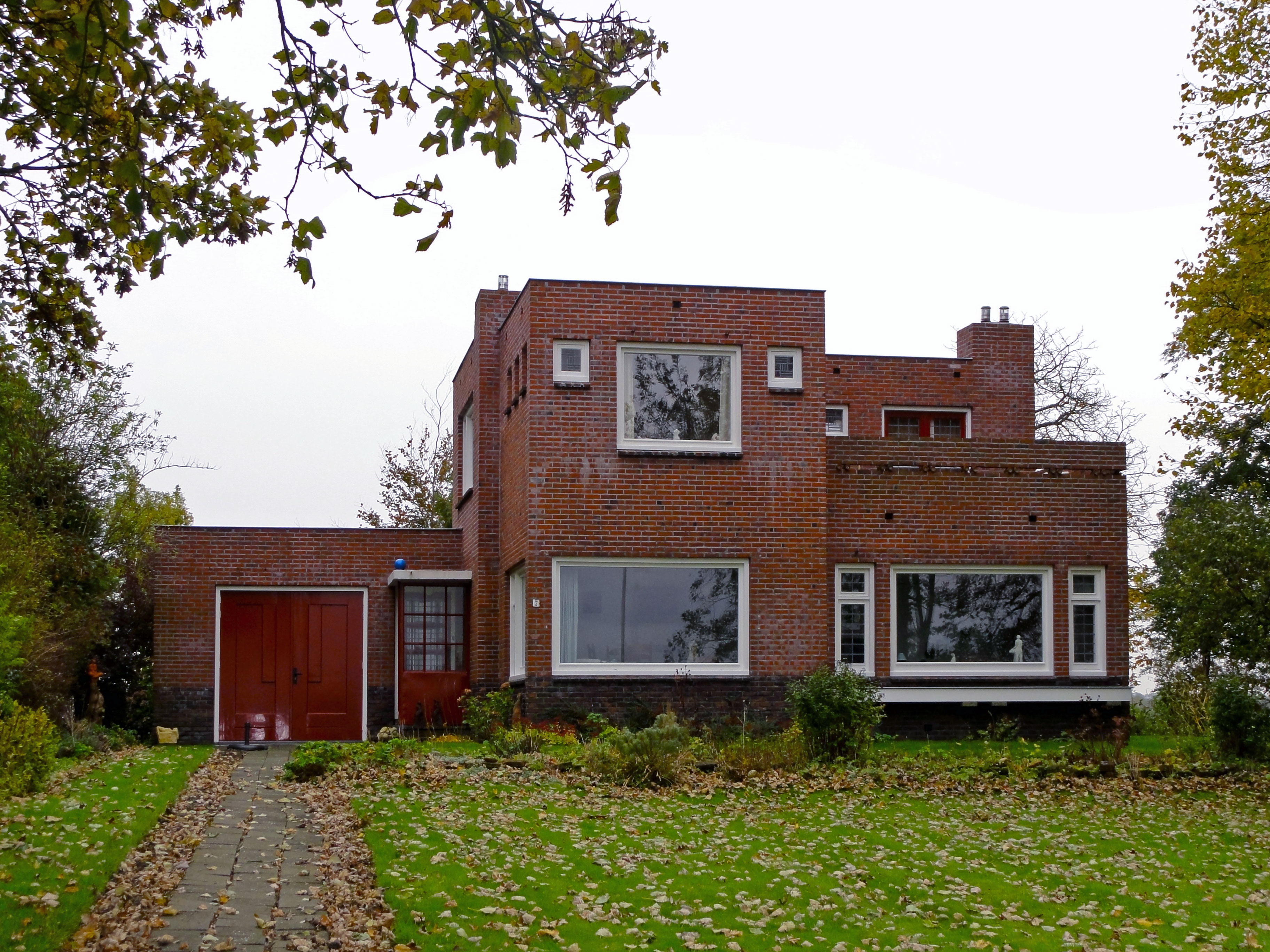
Pastorie in Niekerk

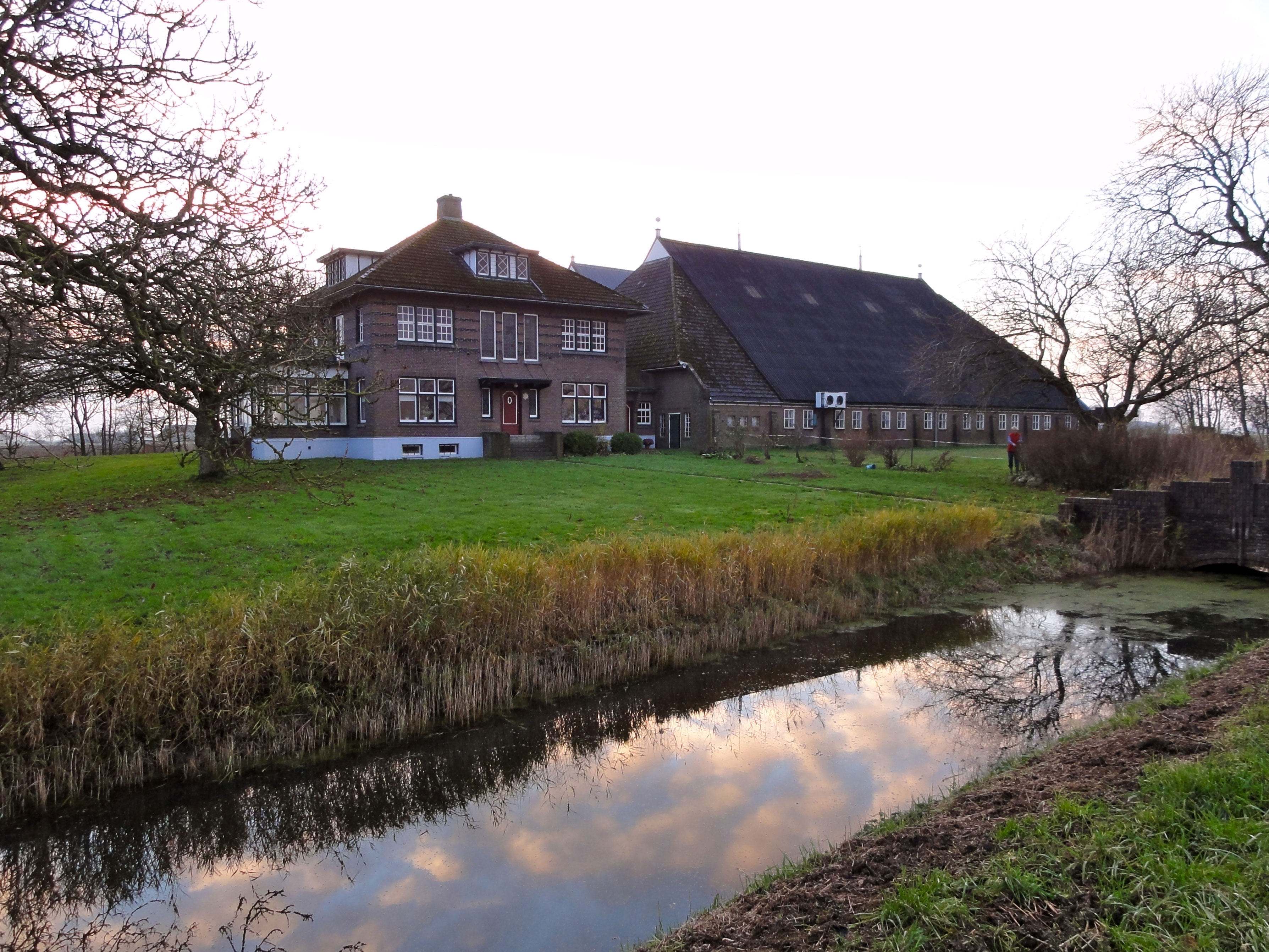
Kooyenburg in Zuurdijk

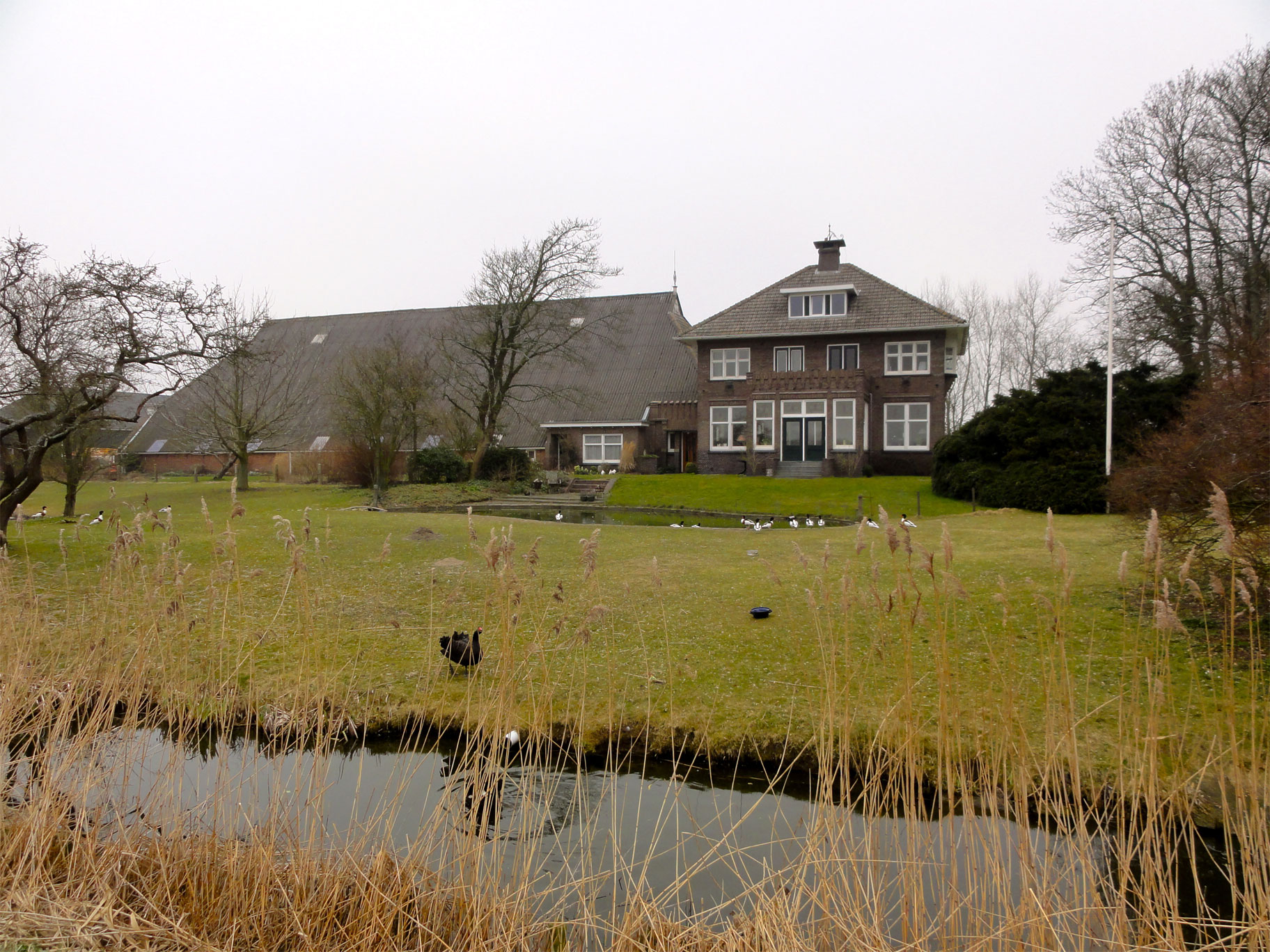
Villaboerderij de Klinkenborgh aan de Oudedijk te Pieterburen

Willem Reitsema, zoon van de Groninger aannemer-architect Temme Reitsema (1856-1941) en Frouwke Lubbers (1854-1917), leerde het vak in de praktijk van zijn vader. Ook volgde hij cursussen bouwkunde in Groningen. Vanaf 1915 was hij werkzaam als zelfstandig architect. Hij noemde zich Willem Reitsema Tzn., om verwarring te voorkomen met een andere (niet-verwante) Willem Reitsema, die in Leens vishandelaar was. Aanvankelijk deed Reitsema al het architectenwerk zelf, maar vanaf 1936 nam hij ook medewerkers in dienst. Onder hen was Jaap Bakema (1914-1981), die echter niet lang bleef, doordat zijn eigen carrière snel een hoge vlucht nam. Van 1937 tot 1947 was Harm Nienhuis Reitsema's vaste compagnon. Daarna werkte hij weer zelfstandig, al maakte hij in 1955 nog samen met de Damster architect Evert Rozema (1892-1964) een ontwerp voor hotel-restaurant Mercurius in Leens.
Zijn stijl vertoont kenmerken van zowel de Amsterdamse School als het nieuwe bouwen, maar had ook historiserende elementen. Hij maakte vaak gebruik van donkere bakstenen, overstekende dakgoten en houtwerk van Amerikaans grenen. Reitsema, die het ontwerpen van bouwwerken zelf "karweien" noemde, gold als een gedegen en betrouwbare architect. Dit bleek mede uit het feit dat hij soms werd gevraagd om panden te verbouwen die hij decennia eerder voor dezelfde opdrachtgevers had ontworpen.
Hij was tevens muzikaal: Reitsema speelde van zijn 12de tot zijn 72ste in het Leenster fanfarekorps Euphonia, dat hij soms ook dirigeerde. In 1957 kreeg hij daarvoor de eremedaille in de orde van Oranje-Nassau. Tijdens de Tweede Wereldoorlog, toen er niet kon worden gebouwd, dirigeerde hij verschillende zangkoren in de omgeving van Leens.
Reitsema is op 12 maart 1963 op 78-jarige leeftijd te Groningen overleden.

## Werken (selectie)
- 1923: Villaboerderij Kooienburg, Zuurdijk[2]
- 1923: Voetgangersbrug naar boerderij Houkumhuis, Rasquert[3]
- 1924: Villaboerderij de Klinkenborgh aan de Oudedijk nabij Pieterburen (bijna identiek aan Kooienburg)[4]
- 1925: Woonhuis Trofehcor, Wehe-den Hoorn[5]
- 1926: Villaboerderij Meyma, Rasquert[6]
- 1926: Herstel schuur Teenstraheerd (oostersche plaats) aan de Teenstraweg in de Ruigezand[7]
- 1927: Baarhuisje op de begraafplaats van Garsthuizen[8]
- 1928-1930: Rentenierswoning aan de Hoofdstraat, Leens[9]
- 1928-1930: Villa aan de Wilhelminalaan, Zuidhorn[10]
- 1929-1930: Kop-rompboerderij aan de Electraweg, Electra[11]
- 1929: Tuinderswoning aan de Hoofdstraat, Niekerk (De Marne)[12]
- 1929: Rentenierswoning Nieuw Blokken, Baflo[13]
- 1929: Villaboerderij Hayemaheerd, Zuurdijk[14]
- 1931: Baarhuisje op de begraafplaats Rusthof, Oosterwijtwerd[15]
- 1932: Woonhuis aan de Seinenstraat, Aduard[16]
- 1938: Kop-rompboerderij aan de Allersmaweg, Ezinge[17]
- 1938: Verbouwing woonhuis aan de Stationsweg, Ulrum[18]
- 1938: Pastorie van de hervormde kerk aan de Kerkstraat, Niekerk (De Marne)[19]
- 1939: Weegbrughuisje aan de Spoorstraat, Ulrum[20]
- 1950: Verbouwing lagere school Sint Ludgerus, Mernaweg, Wehe-den Hoorn[21]